# Miguel Posadas
Miguel Posadas (1711-Segorbe, 1753), pintor y fraile dominico nacido en Aragón. En 1742 hizo profesión solemne en el convento de los dominicos de Segorbe donde ejerció como maestro de novicios. Tuvo como discípulo de pintura por un corto periodo a José Camarón Bonanat.
Como obras de su mano citaba Ceán Bermúdez un cuadro de San Juan Nepomuceno para la capilla de la comunión de la catedral de Segorbe, una Virgen del Consuelo para el convento de los dominicos de Valencia y un lienzo de San José y San Blas para el claustro de su convento de Segorbe. Perdidos o no localizados, resta de su mano un cuadro de San Miguel arcángel en el Museo catedralicio de Segorbe, procedente del retablo de san Juan Nepomuceno.